# تنظيم النصر
تنظيم النصر الإسلامي في أفغانستان (بالفارسية: سازمان نصر اسلامى افغانستان)، المعروف اختصارًا باسم تنظيم النصر (بالفارسية: سازمان نصر)، كان مجموعة مسلحة هزارية معارضة للحكومة الأفغانية اليسارية خلال الثمانينيات. كان التنظيم يُعتبر المجموعة المسلحة النخبة بعد المجلس الثوري للوحدة الإسلامية في أفغانستان. شمل التنظيم العديد من الشباب الذين تلقوا تعليمًا في كابل، بما في ذلك رجال الدين الشيعة، وحصلوا على دعم من حكومة الخميني. كان جزءًا من الكوكبة السياسية ثمانية طهران بعد عام 1987.